# Liiva-Putla
Liiva-Putla est un village d'Estonie situé dans la commune de Pihtla du comté de Saare, sur l'île Saaremaa.